# William Stryker
William Stryker is een personage uit Marvel Comics, en een vijand van de X-Men. Hij werd bedacht door schrijver Chris Claremont en tekenaar Brent Anderson, en verscheen voor het eerst in de striproman X-Men: God Loves, Man Kills (1982).
In X-Men: God Loves, Man Kills, was Dominee Stryker een Christenfundamentalist die het als een missie van God beschouwde om alle mutanten te doden.

## Biografie
Stryker is een fundamentalist en een religieuze fanaat, met een militaire achtergrond. Er zijn geruchten dat hij betrokken was bij het Weapon X project. Strykers zoon werd geboren nadat Strykers auto in de Mojavewoestijn panne kreeg. Zijn zoon was dermate verminkt dat Stryker wist dat hij een mutant was. Uit wanhoop doodde hij zijn vrouw en kind, en probeerde zelfmoord te plegen door de auto in brand te steken. De auto ontplofte echter en lanceerde Stryker weg bij het brandende wrak.
Stryker werd ervan overtuigd dat Satan het plan had om de mensheid aan zijn einde te laten komen door hun zielen over te nemen nog voor de geboorte, en ze zo in mutanten te veranderen. Hij concludeerde tevens dat God Strykers zoon een mutant had laten worden om Stryker zijn ware roeping te tonen: alle mutanten uitroeien.
Gedreven door deze nieuwe overtuiging werd Stryker een populaire maar controversiële priester. Hoewel zijn volgelingen, waaronder een geheime paramilitaire groep genaamd de Purifiers, misdaden pleegden tegen mutanten, maakte Stryker plannen om Professor X te ontvoeren, te hersenspoelen, en hem te gebruiken om met een machine alle mutanten in de wereld te doden. Om dit plan te verijdelen moesten de X-Men samenwerken met hun grootste vijand, Magneto. Strykers gewelddadige karakter kwam aan het licht toen hij Shadowcat probeerde te doden voor de ogen van een televisiepubliek. Een van Strykers veiligheidsagenten schoot hem neer en arresteerde hem. In de verhaallijn God Loves, Man Kills 2 kwam Stryker tot inkeer.
Echter, recentelijk staken Strykers oude waanideeën weer de kop op. Kort na de gebeurtenissen uit House of M, waarin de mutantenpopulatie werd teruggebracht tot enkele honderden, begon Stryker met een missie om zo veel mogelijk voormalige mutanten op te jagen. In de huidige New X-Men serie werd hij tijdelijk een van de meest gevreesde vijanden. Zo blies hij een bus op waarbij ¼ van de nu machteloze mutanten op Xavier’s school omkwamen. Nadat Strykers team van Purifiers was verslagen, werd hij zelf gedood door Elixer.

## In andere media
Stryker wordt gespeeld door Brian Cox in de film X2. Het verhaal in deze film is losjes gebaseerd op de striproman God Loves, Man Kills, inclusief Strykers plan om professor X te gebruiken om alle mutanten uit te roeien. In de film is Stryker echter geen religieuze fanaat maar een militaire wetenschapper. Hij heeft blijkbaar ook connecties met Wolverine daar hij betrokken was bij het proces dat Wolverine zijn adamantium skelet gaf. Stryker komt aan het eind van de film om wanneer Magneto hem vastketent aan een muur, en het dal waar de muur staat overstroomd omdat de nabijgelegen stuwdam breekt.
Stryker doet tevens mee in de film X-Men Origins: Wolverine, die zich chronologisch gezien afspeelt voor X2. Hierin wordt hij gespeeld door Danny Huston.
William Stryker komt ook voor in de film X-Men: Days of Future Past uit 2014. Hij wordt daarin gespeeld door Josh Helman.